# Extração de ouro
A extração do ouro é um processo de extração do ouro a partir de minério diluído utilizando uma combinação de processos químicos. A mineração do ouro produz cerca de 3600 toneladas anualmente, outras 300 toneladas são produzidas através de reciclagem.
A partir do século XX, o ouro tem sido extraído principalmente através de um processo de cianuração, através da lixiviação do minério com uma solução de cianeto. O material resultante pode ser adicionalmente refinado pela separação do ouro, que remove outros metais (principalmente prata) soprando gás clorídico através do metal fundido. Historicamente, pequenas partículas de ouro eram amalgamadas com mercúrio, subsequentemente concentradas pela evaporação do mercúrio. O método do mercúrio ainda é utilizado em algumas operações, como no garimpo.

## Tipos de minério
O ouro ocorre principalmente enquanto um metal nativo. Por vezes é ligado em maior ou menor medida com a prata, denominado eletro. Ouro nativa pode ocorrer em pepitas, em grãos pequenos ou flocos, em depósitos alúviais, ou como grãos e partículas microscópicas (conhecidas como cor) emaranhadas em minerais rochosos.
Alguns contaminantes no minério podem interferir com a extração do ouro com cianeto.

## Concentração

Estrutura química do potassium dicyanoaurate.

Enquanto que a imagem romântica da mineração de ouro foca em pepítas, a realidade é que o ouro é tipicamente recuperado de minérios contendo >10 ppm do metal. Assim, o principal desafio é concentrar essa quantidade difusa.

## Refinação e separação do ouro
A separação é o processo através do qual o ouro é purificado em um padrão comercial, tipicamente ≥99.5%. A remoção da prata é de interesse especial, dado que ambos os metais se co-purificam. O procedimento padrão é baseado no processo Miller. A separação é realizada através da aplicação de gás clorídico na liga metálica. A técnica é praticada em larga escala (e.g. 500 kg). O princípio do método utilizada a nobreza do ouro, de maneira que, em altas temperaturas, o ouro não reage com o cloro, diferente dos metais contaminantes. Assim, à c. 500 °C, na medida que o gás de cloro é passado através da mistura fundida, um excesso de baixa densidade se forma no topo, que pode ser decantado do ouro líquido. Outros metais preciosos podem ser extraídos desse refugo. A camada de refugo é frequentemente diluída com um fluxo de borax para facilitar a separação.
Métodos alternativos para a separação do ouro também existem. A prata pode ser dissolvida seletivamente ao ferver a mistura com 30% de ácido nítrico. Afinação é um processo amplamente obsoleto de remoção da prata presente no ouro utilizando ácido sulfúrico concentrado. Eletrólise através do processo Wohlwill é outro método disponível.

## História

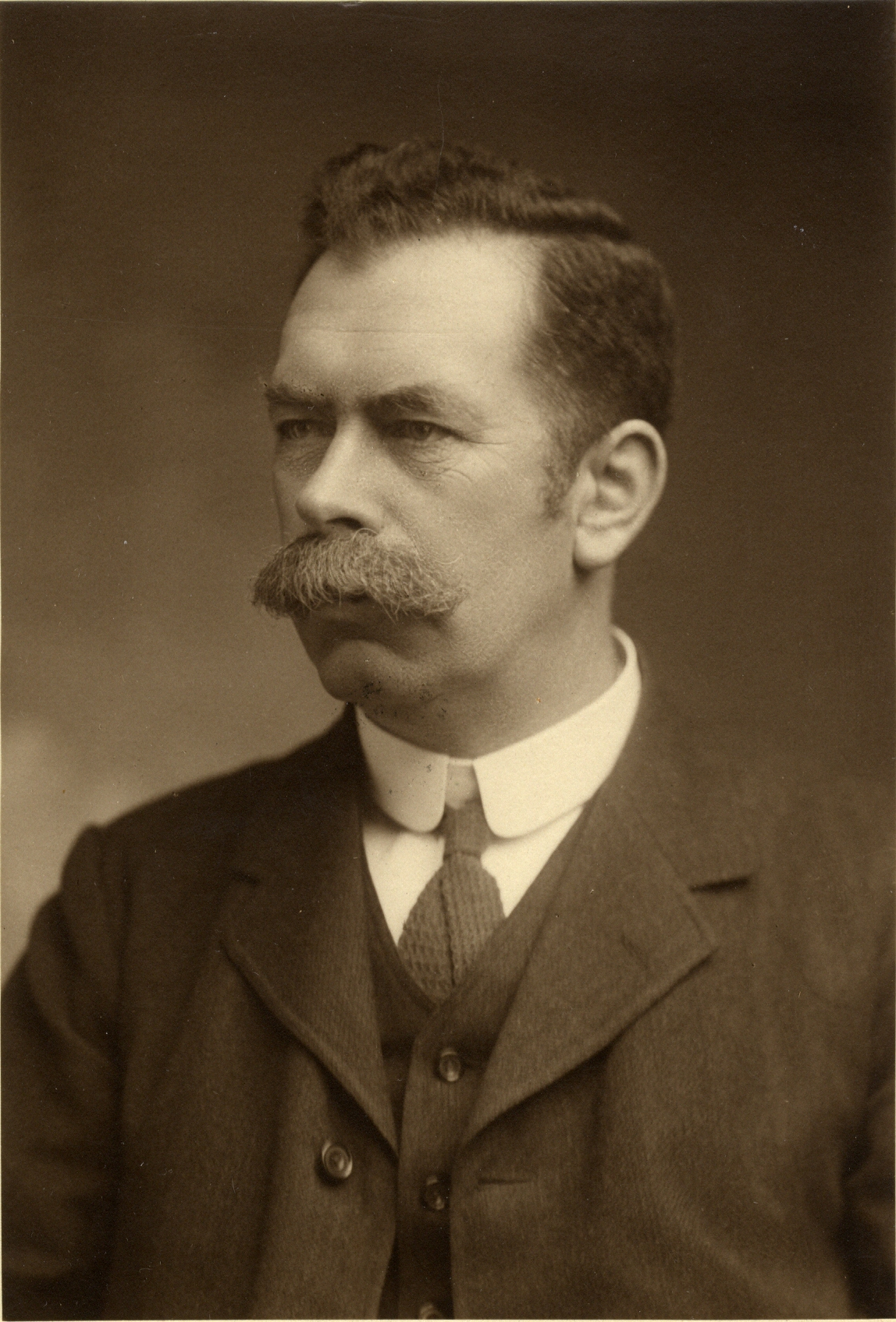
John Stewart MacArthur desenvolveu o processo de cianuração para a extração de ouro em 1887.

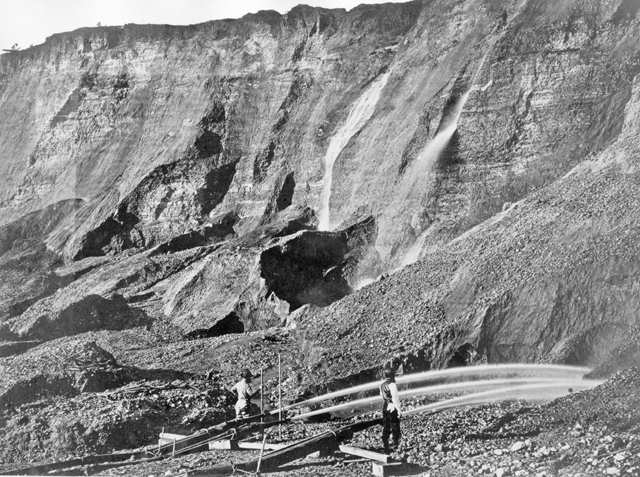
Mineiros escavam uma falésia erodida com jatos de água, em um sítio de mineração na Califórnia, entre 1857 e 1870.

A fundição de ouro começou em algum momento entre 6000 e 3000 a. C. De acordo com alguns autores, a técnica começou a ser utilizada na Mesopotâmia ou Síria. Na Grécia antiga, Heráclito escreveu sobre o assunto.
De acordo com Lecerda e Salomons (1997), o mercúrio foi primeiro empregado na extração em torno do ano 1000 a. C., segundo Meech e outros (1998), o mercúrio foi usado para obter ouro até o período tardio do primeiro milênio.
Uma técnica conhecida por Plínio, o Velho era a extração pela trituração, lavagem e subsequente esquentamento, resultando num material em pó.

### Era industrial
Como todos os metais, o ouro é insolúvel na água. O ouro apresenta, por outro lado, algumas propriedades distintivas, dado que na presença de íons de cianeto, o ouro se dissolve na presença de oxigénio. Essa transformação foi relatada em 1783 por Carl Wilhelm Scheele, mas foi apenas no fim do século 19 que essa reação foi explorada comercialmente. A expansão da mineração de ouro na witwatersrand da África do Sul começou a desacelerar na década de 1880, na medida que os novos depósitos encontrados tendiam à ser pirita, e o ouro presente nesses minerais é de difícil extração.
Em 1887, John Stewart MacArthur, trabalhando em colaboração com os irmãos Dr Robert e Dr William Forrest para a Tennant Company em Glasgow, Escôcia, desenvolveram o processo MacArthur-Forrest para a extração de minério de ouro - suspendendo o minério triturado em uma solução de cianeto, tornava-se possível extrair até 96 por cento do ouro.
O processo foi empregado em larga escala pela primeira vez em Witwatersrand, em 1890, produzindo um aumento de investimento na medida que novas minas de ouro de larga escala eram abertas. Em 1896, Bodländer confirmou que o oxigênio era necessário para o processo químico, algo que havia sido questionado por McArthur; descobriu, além disso, que peróxido de hidrogênio era formado como intermediário.
O método conhecido como lixiviação em porção foi proposto originalmente pelo United States Bureau of Mines, em 1969, sendo usado já na década de 1970.